# Plectranthias nanus
Plectranthias nanus är en fiskart som beskrevs av Randall, 1980. Plectranthias nanus ingår i släktet Plectranthias och familjen havsabborrfiskar. Inga underarter finns listade i Catalogue of Life.